# Hamerang
Hamerang is een bestuurslaag in het regentschap Cianjur van de provincie West-Java, Indonesië. Hamerang telt 2919 inwoners (volkstelling 2010).